# Sermó
|  | Per a altres significats, vegeu «Marc Marci Sermó». |

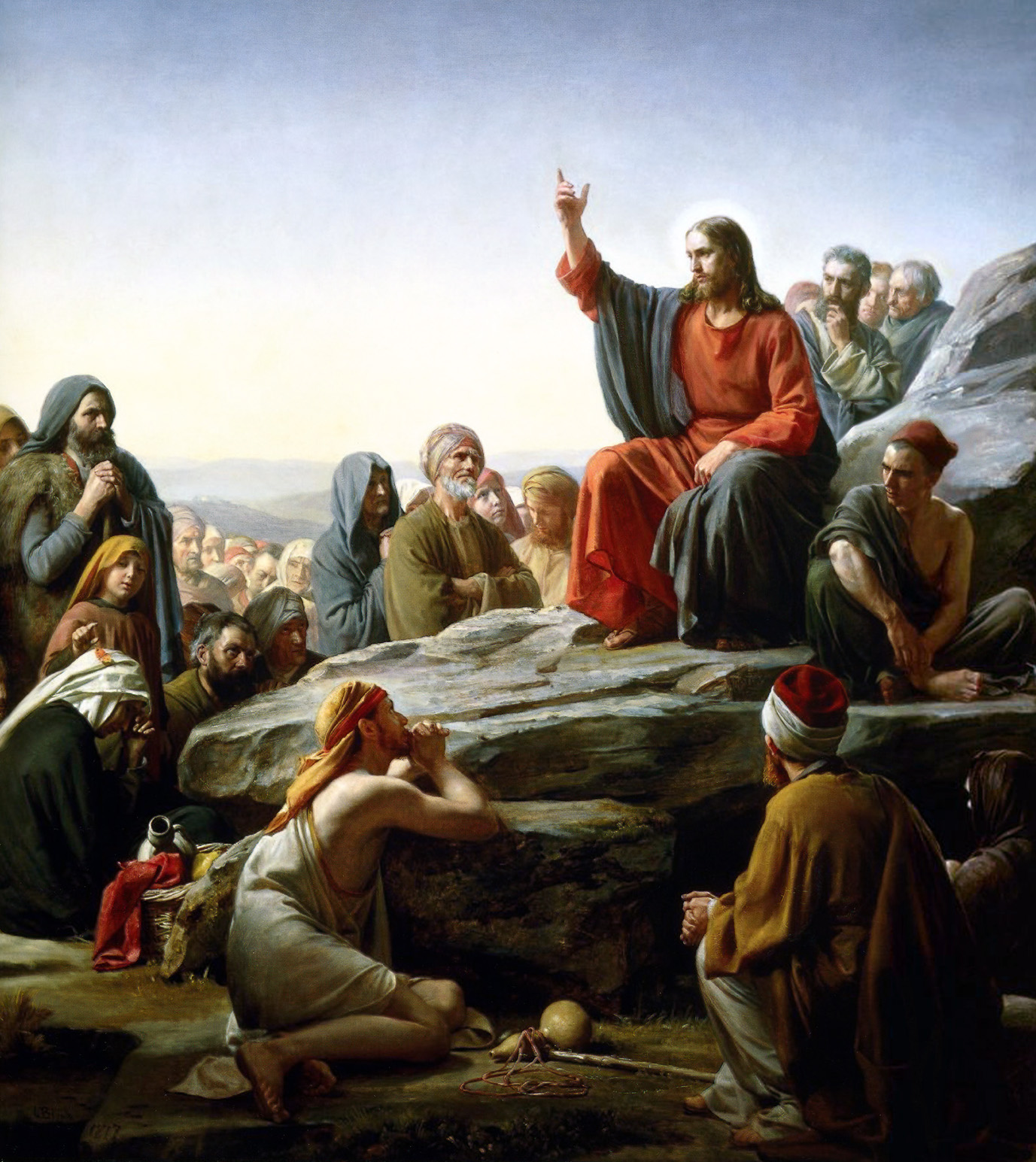
El sermó de la Muntanya, un quadre de Carl Heinrich Bloch

Un sermó o homilia és una modalitat del gènere oratori que consisteix en un discurs de tema religiós, en general pronunciat durant la missa cristiana. El sermó es pronunciava, en la primera litúrgia cristiana, en llatí. Després, quan el poble ja no comprenia el llatí culte, va començar a pronunciar-se en llengua vulgar, mentre que la resta de la litúrgia continuava en llatí. Alguns autors pensen que aquest va ser l'origen de cert traspàs de veus, proverbis i contes cultes a la llengua vulgar, cosa que donaria peu a bona part de la literatura folklòrica.
El sermó podria ser dogmàtic, místic, ascètic o parenètic. Era dogmàtic si tractava sobre dogmes. Els que explicaven els misteris eren els sermons místics. Si eren sobre pràctiques religioses, s'anomenaven ascètics. Finalment, dels que tractaven qüestions morals en deien parenètics.